# The King and I
|  | Per a altres significats, vegeu «The King and I (musical)». |

The King and I és una pel·lícula musical estatunidenca de Walter Lang, estrenada el 1956 i inspirat en la comèdia musical homònima de Richard Rodgers i Oscar Hammerstein II creada al St. James Theatre de Broadway l'any 1951.

## Argument
Anna Leonowens marxa amb el seu fill Louis a Siam (avui Tailàndia) per tal de ser la majordoma dels fills del rei Mongkut (Rama IV). Desgraciadament, aquest últim es nega a donar-li la casa que li havia promès i l'obliga a viure al palau. Descontenta, Anna decideix anar-se’n del Siam, però Lady Thiang, la primera dona del sobirà, la fa canviar d'opinió. Decideix llavors ajudar Mongkut que té per costum despertar-la a hores tardanes per plantejar-li qüestions. Un ambaixador d'Anglaterra, sir Edward ha de venir al Siam per adonar-se si el rei és realment bàrbar. Amb l'ajuda d'Anna, el rei aconseguirà provar que el seu país és civilitzat i ofereix una festa molt encertada. Tot sembla anar bé.

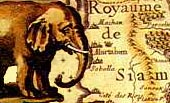
Logo del Siam

Tuptim, l'última dona de Mongkut, arribada de Birmània com a regal, fuig després de la festa per trobar el seu enamorat i marxar amb ell. Els soldats del rei aconsegueixen trobar-la i el rei vol fuetejar-la com a càstig. El seu enamorat s'ha ofegat en la persecució. Anna s'oposa a aquest càstig, dient-li que tractant-la així, es conduirà com un bàrbar. El rei no fueteja finalment pas Tuptim. Anna decideix abandonar Siam igualment. El dia de la seva marxa, l'avisen que Mongkut és molt malalta. Anna va a veure-la i sap que està a punt de morir. Pren la decisió de quedar per ocupar-se dels seus fills i sobretot del príncep hereu.

## Repartiment
- Deborah Kerr: Anna Leonowens
- Marni Nixon: Anna Leonowens (cant)
- Yul Brynner: el rei
- Rita Moreno: Tuptim
- Leona Gordon: Tuptim (cant)
- Terry Saunders: Lady Thiang
- Marylin Horne: Lady Thiang (cant)
- Carlos Rivas: Lun Tha
- Reuben Fuentes: Lun Tha (cant)
- Rex Thompson: Louis Leonowens
- Martin Benson: el kralahome
- Patrick Adiarte: príncep Chulalongkorn
- Alan Mowbray: l'ambaixador d'Anglaterra
- Geoffrey Toone: Sir Edward Ramsay

## Cançons de la pel·lícula
- I Whistle A Happy Tune - Anna i Louis
- Hello, Young Lovers - Anna
- A Puzzlement – El rei
- Getting To Know You - Anna i els nens
- We Kiss in a Shadow - Tuptim i Lun Tha
- Something Wonderful - Lady Thiang
- Prayer To Buddha - El rei, cors
- The Small House of Uncle Thomas - Tuptim, cors
- Shall We Dance ? - Anna i el rei
- Something Wonderful (Final) - Cors
- My Lord and Master (suprimida) - Tuptim
- I Have Dreamed (suprimida) - Tuptim i Lun Tha
- Shall I Tell You What I Think Of You ? (suprimida) - Anna
- Song Of The King (suprimida) - Anna i el rei

## Anècdotes
- La pel·lícula va estar prohibida a Tailàndia (antic Siam) on les memòries novel·lades d'Anna Leonowens han estat jutjades contràries a la realitat històrica, en particular en relació amb el retrat del rei Mongkut.

## Premis i nominacions

### Premis
- 1957. Oscar al millor actor per Yul Brynner
- 1957. Oscar a la millor direcció artística per John De Cuir i Lyle R. Wheeler
- 1957. Oscar al millor vestuari per Irene Sharaff
- 1957. Oscar a la millor banda sonora per Alfred Newman i Ken Darby
- 1957. Oscar a la millor edició de so per Carlton W. Faulkner
- 1957. Globus d'Or a la millor pel·lícula musical o còmica
- 1957. Globus d'Or a la millor actriu musical o còmica per Deborah Kerr

### Nominacions
- 1957. Oscar a la millor pel·lícula
- 1957. Oscar a la millor actriu per Deborah Kerr
- 1957. Oscar a la millor fotografia per Leon Shamroy
- 1957. Oscar al millor director per Walter Lang
- 1957. Globus d'Or al millor actor musical o còmic per Yul Brynner